# Disparition de Travis Walton

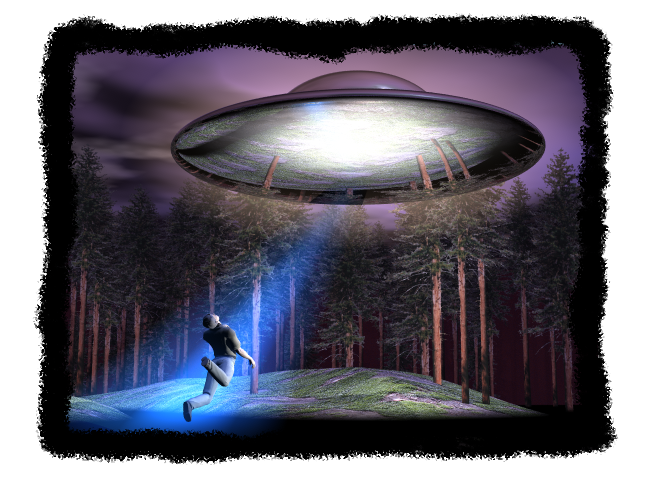
Vue d'artiste de l'enlèvement.

La disparition de Travis Walton est un prétendu enlèvement par les extraterrestres qui fut très médiatisé. Le bûcheron Travis Walton disparut du 5 au 10 novembre 1975. Lorsqu'il reparut, désorienté et déshydraté, il prétendit avoir été enlevé par les occupants d'un objet volant non identifié.

## Chronologie des événements selon Travis Walton
Le 5 novembre 1975, Travis Walton et six de ses collègues du service des forêts rentrent en camion après une journée passée à couper du bois du côté de Snow Flake (domaine forestier situé à 240 km de Phoenix dans l'Arizona). Vers 18 h, ils commencent à apercevoir une puissante lueur à travers les arbres. Paniqué, le chauffeur arrête le camion à une trentaine de mètres de la lumière.
Travis Walton, malgré les mises en garde de ses collègues, décide d'aller voir de plus près et est alors frappé par un rayon lumineux bleuté puis s'écroule. Terrifiés, ses collègues quittent immédiatement l'endroit aussi vite que le permet le camion. Après avoir parcouru quelques centaines de mètres, Mike Rogers (le chef d'équipe) voit une forte lumière les survoler à quelques mètres au-dessus des arbres et disparaître. Au moment où les hommes décident de revenir sur le site de l'observation, Travis Walton a disparu.
Aussitôt prévenues, les autorités locales lancent des recherches pour retrouver Walton. Les autorités ne croient pas à cette histoire d'enlèvement et le shérif, Martin Gillespie, pense que les compagnons de Travis Walton tentent de camoufler son assassinat. Pendant cinq jours, la police, aidée par plusieurs dizaines de volontaires, organise des battues pour retrouver Walton, sans succès. Pendant la battue, des tests de radioactivité sont réalisés en vain sur le terrain, mais des radiations sont présentes sur l'équipement des compagnons de Travis. Après quatre jours de recherches, le 9 novembre, des rumeurs du meurtre de Travis par ses camarades commencent à circuler parmi la population et les autorités. C'est alors que le shérif décide de faire passer les compagnons de Travis au détecteur de mensonge. De nombreuses caméras de télévision filment la scène. La personne chargée de réaliser le test polygraphique (détecteur de mensonge) était l'une des meilleures de l'Arizona (C. Y. Gilson). Cinq des collègues de Travis passent le test ; le dernier, Allen Dalis, refuse de s'y soumettre. Le résultat est sans appel, les cinq personnes étant jugées sincères par le détecteur de mensonge.
Le 10 novembre, en fin de journée, le beau-frère de Walton reçoit un appel téléphonique en PCV : il s'agit de Walton qui l'appelle d'une cabine publique à quelques kilomètres de là. On le retrouve sur place, désorienté et en état de choc, amaigri et déshydraté (comme le confirmera un examen médical ultérieur).
Walton racontera l'histoire suivante : après avoir perdu connaissance sur la route, il se réveilla dans une pièce, entouré de trois créatures d'1,50 m de haut qu'il décrira comme ressemblant à des fœtus. Pris de panique, il repoussa violemment les trois créatures et tenta de s'échapper de la salle par une porte. Il déboucha dans une pièce plus grande où se trouvaient un siège ainsi que plusieurs leviers de commande. Une créature, de forme beaucoup plus humaine et portant un casque, entra alors et guida poliment Walton vers une autre pièce, refusant toutefois de répondre à toutes les questions que celui-ci lui posait. À peine entré dans la nouvelle pièce, on lui passa un masque respiratoire sur le visage et il perdit de nouveau conscience.
Lorsqu'il revint à lui, il eut juste le temps de voir l'ovni disparaître.
Walton a également subi le test du détecteur de mensonge avec la même personne que pour ses cinq camarades, et sa sincérité a également été reconnue.
Depuis 1975, aucun de ces hommes n'a changé sa version des faits, et c'est en 1993 que C. Y. Gilson a eu l'occasion de faire passer le test du polygraphe au dernier de la bande, Allen Dalis. Le résultat a été conforme à ceux obtenus avec les collègues d'Allen Dalis. Néanmoins, un détecteur de mensonge n'est censé qu'indiquer la sincérité de celui qui y est soumis, c'est-à-dire si ce dernier est convaincu de ses dires, il ne prouve en rien leur véracité.

## Exploitation médiatique
Travis Walton écrivit un livre sur cette affaire, The Walton experience, qui fut publié en 1978 et réédité en 1996 sous le titre Fire in the Sky.
Un long-métrage, intitulé également Fire in the Sky (Visiteurs extraterrestres en français) et librement inspiré de ces événements, fut réalisé en 1993 par Robert Lieberman. Ayant jugé le récit de Walton « trop vague et trop semblable aux autres rencontres rapprochées montrées à la télévision », la société de production cinématographique Paramount Pictures avait demandé à Tracy Tormé de rendre le récit d'enlèvement « plus tape-à-l'œil et plus aguichant » en montrant « Walton soumis à des expériences atroces et pourchassé dans le vaisseau par des créatures de très mauvais poil ressemblant à John Gielgud. ».
Walton, qui est invité à divers colloques d'ufologues, est lui-même l'organisateur d'une rencontre annuelle intitulée Skyfire Summit.

## Arguments sceptiques
- Travis Walton et ses collègues furent soupçonnés de toxicomanie : ils reconnurent publiquement consommer occasionnellement du cannabis. On soupçonna Travis Walton d'avoir inventé toute cette histoire dans un but mercantile de publication. Travis Walton avait déjà été condamné en 1971 pour émission de faux chèques[3].

- Philip Klass assure que l'enlèvement de Travis Walton n'était qu'une astucieuse mise en scène imaginée par Michael Rogers, employeur de Travis Walton. Celui-ci était dans l'impossibilité d'honorer le contrat pour lequel il s'était engagé. La date butoir approchait et il lui restait encore plusieurs hectares à éclaircir. Il faut savoir qu'aux États-Unis un contrat peut être dénoncé si le travail s'effectue dans des conditions de sécurité inacceptables. Le prétendu enlèvement fournissait donc à Michael Rogers un motif légal pour rompre son contrat[3].

- Selon un des psychiatres qui examina Travis Walton, le Dr Rosenbaum, Travis Walton n'aurait pas été enlevé mais aurait connu une expérience liée à un état psychotique particulier[3].

- Sur les lieux de l'incident, aucune trace n'a été découverte[3].

- Les Walton ont monnayé leur histoire au National Enquirer[3].